# 마지막 생존자
《마지막 생존자》(크로아티아어: Posljednji Srbin u Hrvatskoj)는 2019년 크로아티아에서 개봉한 모험, 코미디, 공포 영화이다. 프레데리고 리치나가 감독을 맡았다.

## 출연

### 주연
- 크리시미어 믹키: 밀란 모티카 - 미코 역
- 히리스티나 포포비치: 프란카 아니츠 / 흐르보이카 호르바트 역

### 조연
- 티하나 라조비치: 베스나 즈도브츠 역
- 다도 코시치: 막스 역
- 보잔 나보예크: 레미 역